# Jeleń (województwo lubelskie)
Jeleń – wieś w Polsce położona w województwie lubelskim, w powiecie lubartowskim, w gminie Ostrówek}.
W latach 1975–1998 miejscowość administracyjnie należała do ówczesnego województwa lubelskiego.
Wieś stanowi sołectwo gminy Ostrówek. Według Narodowego Spisu Powszechnego z roku 2011 wieś liczyła 121 mieszkańców.
Wierni Kościoła rzymskokatolickiego należą do parafii Matki Bożej Częstochowskiej w Ostrówku.